# کنارپیر
کنارپیر، روستایی از توابع بخش مرکزی شهرستان شوشتر در استان خوزستان ایران است.

## جمعیت
این روستا در دهستان میان‌آب (شوشتر) شمالی قرار دارد و براساس سرشماری مرکز آمار ایران در سال ۱۳۸۵، جمعیت آن ۱٬۰۹۶ نفر (۲۳۹خانوار) بوده‌است.

## مردم
مردم این روستا لر و از ایل بختیاری هستند و به گویش بختیاری سخن می گویند.
از جمله محصولات کشاورزی می‌توان به کشت برنج اشاره کرد. و دیگر محصولات کشاورزی از جمله گندم،جو،دانه های روغنی ،باقلا،ماش،گل کلم،کدو، گوجه، و بادمجان در آن روستا کشت می‌شود.برنج عنبربو روستای کنارپیربسیار مرغوب واز با کیفیت ترین برنج های خوزستان بشمار می آید.